# Apamea binaloudi
Apamea binaloudi là một loài bướm đêm trong họ Noctuidae.